# Серраділья-дель-Арройо
Серраділья-дель-Арройо (ісп. Serradilla del Arroyo) — муніципалітет в Іспанії, у складі автономної спільноти Кастилія-і-Леон, у провінції Саламанка. Населення — 344 особи (2010).
Муніципалітет розташований на відстані близько 220 км на захід від Мадрида, 75 км на південний захід від Саламанки.
На території муніципалітету розташовані такі населені пункти: (дані про населення за 2010 рік)
- Гуадаперо: 115 осіб
- Серраділья-дель-Арройо: 229 осіб

## Демографія
Динаміка населення (INE ):

## Зовнішні посилання
- Провінційна рада Саламанки: індекс муніципалітетів
- Посилання на Google Maps